# Hautes-Vosges, Haut-Rhin
Hautes-Vosges, Haut-Rhin este o arie protejată (arie de protecție specială avifaunistică — SPA) din Franța întinsă pe o suprafață de 23.680,26 ha, integral pe uscat.

## Localizare
Centrul sitului Hautes-Vosges, Haut-Rhin este situat la coordonatele 47°57′34″N 7°00′39″E / 47.95944°N 7.01083°E.

## Înființare
Situl Hautes-Vosges, Haut-Rhin a fost declarat arie de protecție specială avifaunistică în baza directivei 79/409 din 1979 referitoare la conservarea păsărilor sălbatice pentru a proteja 20 de specii de animale.

## Biodiversitate
Situată în ecoregiunea continentală, aria protejată nu include niciun habitat protejat.
La baza desemnării sitului se află mai multe specii protejate de  păsări (20): minunița (Aegolius funereus), pescăruș albastru (Alcedo atthis), rață pitică (Anas crecca), cocoșul de mesteacăn (Bonasa bonasia), buha (Bubo bubo), Charadrius morinellus, barză neagră (Ciconia nigra), ciocănitoarea de stejar (Dendrocopos medius), ciocănitoare neagră (Dryocopus martius), șoim călător (Falco peregrinus), lișiță (Fulica atra), găinușă de baltă (Gallinula chloropus), ciuvică (Glaucidium passerinum), sfrâncioc roșiatic (Lanius collurio), gaia neagră (Milvus migrans), gaia roșie (Milvus milvus), viespar (Pernis apivorus), ciocănitoare verzuie (Picus canus), sitar de pădure (Scolopax rusticola),  cocoș de munte (Tetrao urogallus).
Pe lângă speciile protejate, pe teritoriul sitului au mai fost identificate 40 de specii de plante, 41 de specii de păsări, 4 specii de amfibieni, 11 specii de mamifere, 33 de specii de nevertebrate, 2 specii de pești, 6 specii de reptile.